# Ruth Shady
Ruth Martha Shady Solís (Callao, 29 de dezembro de 1946) é uma antropóloga e arqueóloga peruana. Ela é a fundadora e diretora do projeto arqueológico de Caral.

## Biografia
Ao longo de sua carreira, dirigiu diversos projetos de investigação arqueológica na costa, nas montanhas e nas florestas tropicais do Peru, colocando ênfase no estudo do desenvolvimento das complexas organizações sócio-políticas da antiguidade. Foi diretora do Museo Nacional de Arqueología y antropologia del Perú (Museu Nacional de arqueologia e Antropologia do Peru), e diretora do Museu de arqueologia e Antropologia da Universidade Nacional de São Marcos. Ela trabalha no sítio de Caral desde 1994 e é creditada com a descoberta da primeira civilização conhecida do Peru; Shady nomeou a civilização de "After Caral", enquanto o termo Norte Chico foi adotado na língua inglesa.
Em 2001, Shady e outros arqueólogos publicaram uma datação por radiocarbono do sítio de Caral no vale do Peru, indicando que a arquitetura corporativa monumental, assentamento urbano e agricultura de irrigação começou nas Américas 4090 anos antes do presente (2627 anos antes de cristo) a 3640 anos antes do presente (1977 anos antes de cristo). O Caral está localizado a 23 km da costa do Pacífico e contém uma zona central de arquitetura monumental, residencial e não-residencial que abrange uma área de 65 hectares (160 acres). O Caral é um dos 18 grandes sítios no Supe Valley.
A Dr. Shady detém o cargo de Presidente da ICOMOS-Peru, e é a principal professora e coordenadora do Mestrado em arqueologia pela Universidade Nacional de São Marcos. É a diretora do projeto arqueológico Caral-supe/ Inc.

## Reconhecimento
É uma das 100 Mulheres da lista da BBC de 2020.